# Робертсон, Томас Боллинг
Томас Боллинг Робертсон (англ. Thomas Bolling Robertson; 27 февраля 1779, Питерсберг, Виргиния — 5 октября 1828, Уайт-Салфер-Спрингс, Виргиния) — американский государственный и политический деятель. Работал губернатором Луизианы с 1820 по 1822 год.

## Биография
Родился 27 февраля 1779 года в Питерсберге, штат Виргиния. Учился в колледже Вильгельма и Марии, где изучал право. Затем был принят в коллегию адвокатов и начал частную практику в Питерсберге в 1806 году. С 1806 по 1807 год был генеральным прокурором Орлеанской территории. С 1807 по 1811 год был секретарём Территории Луизиана.
После принятия Территории Луизианы в качестве штата США он был избран как демократ-республиканец от избирательного округа Луизианы в Палату представителей 12-го Конгресса и в три последующих Конгресса, где прослужил с 30 апреля 1812 года по 20 апреля 1818 года, когда ушёл в отставку. Являлся председателем Комитета по общественным землям 14-го и 15-го Конгресса США.
После ухода из Конгресса возобновил частную юридическую практику в Луизиане, где работал с 1818 по 1820 год. 
В то время в Луизиане ещё не сложились политические партии в общепринятом смысле слова, поэтому губернаторские выборы 1820 года отражали конфликты креолов и «англосаксов». На предыдущих выборах победил кандидат от партии креолов, а на выборах 1820 года за место губернатора боролись два креола и два американца. Робертсон победил и стал губернатором Луизианы от партии «англосаксов».
Он оставался в должности губернатора с 18 декабря 1820 года до отставки 15 ноября 1822 года занимал должность губернатора Луизианы. В 1822 году был генеральным прокурором Луизианы.
24 мая 1824 года был назначен президентом Джеймсом Монро на должность в Федеральном окружном суде США по Восточному округу Луизианы и по Западному округу Луизианы, освобождённую судьей Джоном Диком. 26 мая 1824 года был утвержден на этой должности Сенатом США. 5 октября 1828 года скончался в Уайт-Салфер-Спрингсе, Западная Виргиния. Похоронен на кладбище Коупленд-Хилл в Уайт-Салфур-Спрингсе.

## Интересы
В 1821 году был избран членом Американского антикварного общества.
В 1827 году вместе с Арманом Дюплантье, Фулваром Скипвитом, Антуаном Бланом и Себастьеном Ириартом получил разрешение от Законодательного собрания Луизианы на организацию корпорации под названием «Сельскохозяйственное общество Батон-Руж».

## Семья
У Томаса Робертсона было два брата: член Палаты представителей США Джон Робертсон и губернатор Виргинии Уиндем Робертсон. Был женат на Лелии Скипвит, дочери Фулвара.